# Hełm HSAT

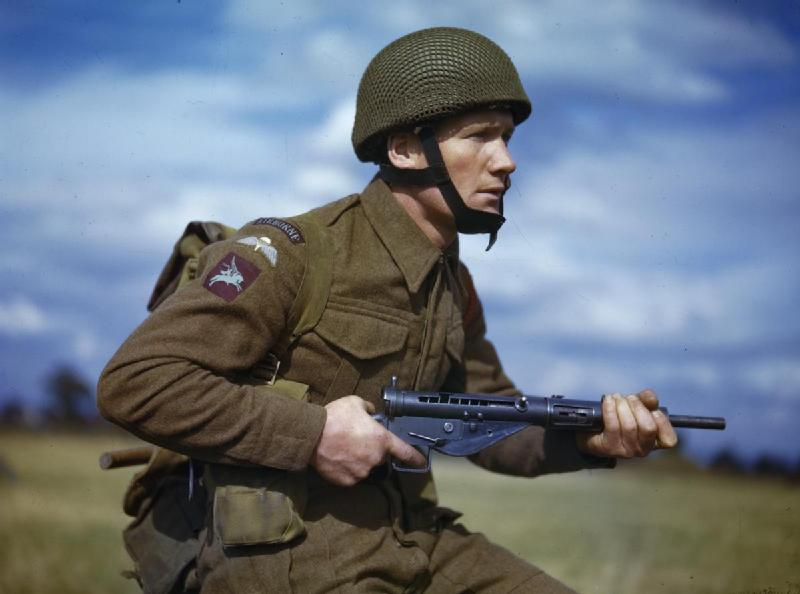
Brytyjski spadochroniarz w hełmie HSAT, 1942 r.

Helmet Steel Airborne Troop, (HSAT) (pol. Hełm stalowy wojsk spadochronowych) – brytyjski stalowy hełm, zaprojektowany dla wojsk spadochronowych i powietrznodesantowych.

## Historia
Hełmy HSAT zostały wprowadzone na wyposażenie sił alianckich w czasie II wojny światowej.
Pierwszy HSAT Mk I został wyprodukowany w 1941 roku. Początkowo produkowany był przez Briggs Motor Bodies w Dagenham. Te wczesne hełmy „P Type” liczyły tylko od 500 do 1000 sztuk. Typ P zawiera niemagnetyczną skorupę ze stali manganowej z gumowaną obręczą i podszewką z wewnętrzną wyściółką podobną do niemieckiej konstrukcji M36/40.
Chrzest bojowy prototyp hełmu przeszedł w lutym 1942 roku podczas rajdu na Bruneval. W 1944 roku wprowadzono nowy wzór hełmu, który przeznaczony był dla wojsk pancernych zwany potocznie „hełmem pancerno-motorowym”. Po 1945 roku wyprodukowane hełmy zostały przekazane do krajów Commonwealth, używane były aż do czasów wojny o Falklandy.
Hełmy występują w trzech odmianach Mk I, Mk II, Mk III.

## Hełm w polskich siłach zbrojnych na zachodzie

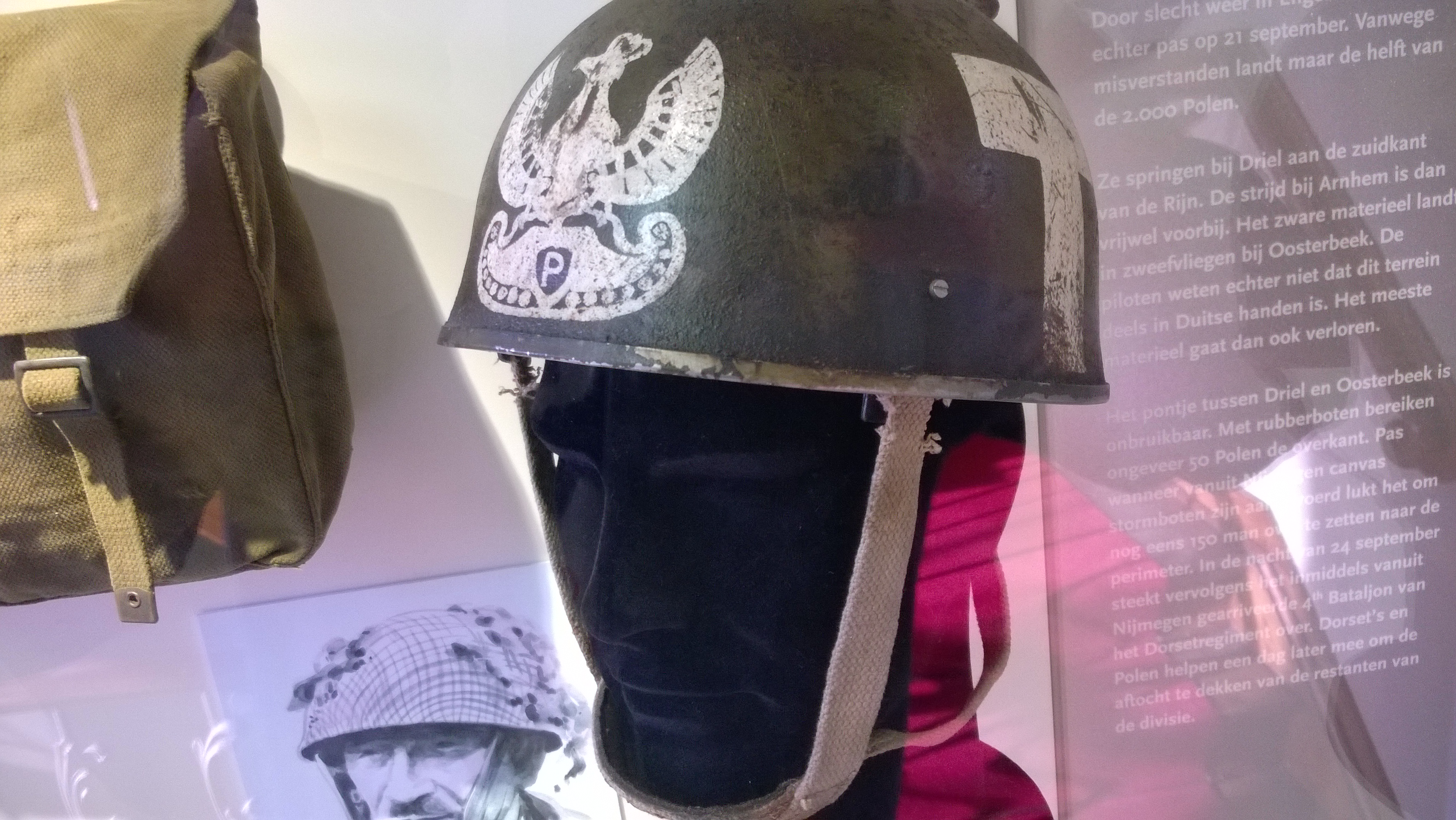
Hełm HSAT generała Sosabowskiego

Hełmy HSAT znalazły się m.in. na wyposażeniu 1 Samodzielnej Brygady Spadochronowej oraz 2 Batalionu Komandosów Zmotoryzowanych.

## Operatorzy
Hełmów HSAT używały armie wielu krajów m.in.: Belgii, Indii, Kanady, Pakistanu, Polski, Rodezji, Wielkiej Brytanii.